# Прилегле ядро
Прилегле ядро (лат. nucleus accumbens, скорочено — NAcc, інші назви: прилегле ядро перегородки, напівлежаче ядро, прилягаюче ядро) — група нейронів у вентральній частині смугастого тіла, що є важливою частиною мезолімбічного шляху, задіяного у системі винагород, формуванні задоволення, сміху, залежності, агресії, страху та ефекту плацебо. Прилегле ядро отримує інформацію від дофамінових нейронів передньої покришкової ділянки та глутамінових нейронів префронтальної кори, мигдалеподібного тіла та гіпокампу. Тут відбувається аналіз сенсорної та емоційної інформації і формування поведінкової відповіді на мотивуючі подразники.
Прилегле ядро складається із двох, зон, що відрізняються аферентними та еферентними зв'язками,— оболонку (англ. shell) та серцевину (англ. core). Основу NAcc становлять ГАМК-вмісні середні голчасті нейрони (англ. medium spiny neurons) (90-95%), решта — холінергічні та ГАМК-ергічні вставні нейрони.